# Edgar Hilsenrath
Edgar Hilsenrath (Lipcse, 1926. április 2. – Wittlich, 2018. december 30.) német író.

## Művei
- Nacht (1964)
- Der Nazi & der Friseur (1977)
  - A náci és a fodrász (1998, fordította Jólesz László(wd); Háttér Kiadó, Budapest)
- Gib acht, Genosse Mandelbaum (1979)
- Fuck America, eredeti cime: Bronskys Geständnis (1980)
- Zibulsky vagy Antenne im Bauch (1983)
- Das Märchen vom letzten Gedanken (1989)
- Jossel Wassermanns Heimkehr (1993)
- Die Abenteuer des Ruben Jablonski (1997)
- Berlin … Endstation (2006)
- Sie trommelten mit den Fäusten im Takt (2008)

## Díjai, elismerései
- Alfred Döblin-díj (1989, Das Märchen vom letzten Gedanken)
- Heinz Galinski-díj (1992)
- Hans-Erich Nossack-díj (1994)
- Jakob Wassermann irodalmi díj (1996)
- Hans Sahl-díj (1998)
- Lion-Feuchtwanger-díj (2004)